# Birkigsbach
Der Birkigsbach (auch Auegraben) ist ein linker Zufluss der Kinzig im Landkreis Aschaffenburg und Main-Kinzig-Kreis im bayerischen und hessischen Vorspessart. Er entspringt als Näßlichbach zwischen Geiselbach und Linsengericht-Waldrode und mündet bei Niedermittlau in die Kinzig.

## Name
Der Name des Oberlaufs wird 1496 als Nesselbach erstmals schriftlich erwähnt. Die Bedeutung von Näßlich (von *Nessel-ich) ist „Gegend, wo Nesseln vorkommen“.

## Geographie

### Verlauf
Der Näßlichbach entspringt am Fuße des Franzosenkopfes (481 m), zwischen Geiselbach und Waldrode, an der Staatsstraße 2306, direkt auf der Grenze zwischen Bayern und Hessen. Er fließt entlang des Rochusberges (333 m) zunächst in südwestliche Richtung in das Landschaftsschutzgebiet Näßlichgrund. Dieses wurde früher als Nordbegrenzung der Sölzert angesehen. Von Geiselbach kommend fließt dem Näßlichbach der Budemichgraben zu. Gegenüber dessen Mündung befindet sich die Horbacher Mariengrotte. Kurz vor Horbach speist der Näßlichbach die örtliche Wassertretanlage. Der Abfluss des Gondelteiches erreicht den Bach dort von links. Der Näßlichbach durchfließt dann den Ort. Am westlichen Ortsrand unterquerte er die früher bestehende Trasse der Freigerichter Kleinbahn. Dort mündet ihm der Schnellmichbach zu. Er verläuft in westliche Richtung, vorbei am Riesenküppel (200 m) nach Altenmittlau. Ab der Ortschaft trägt er den Namen Birkigsbach.
In Altenmittlau knickt der Birkigsbach nach Norden ab. Nordwestlich der Gemarkung fließt ihm der Weismichsbach zu. Von dort ab teilt er sich mehrmals. Der Birkigsbach unterquert bei Niedermittlau die Landstraße 3296 (früher Bundesstraße 40) sowie die Kinzigtalbahn und mündet zwischen Niedermittlau und Langenselbold in der Nähe der Spakebrücke von links in die Kinzig.

### Zuflüsse
- Weihergraben (links)
- Budemichgraben (links)
- Bach aus dem Gondelteich (links)
- Krötenbach (rechts)
- Schnellmichbach (links)
- Weismichsbach (rechts)

### Flusssystem Kinzig
- Fließgewässer im Flusssystem Kinzig